# Seleuco de Seleucia
Seleuco de Seleucia (en griego: Σέλευκος Seleukos), nacido en Seleucia en el 190 a. C.) fue un astrónomo, profesor, y filósofo griego, y uno de los pocos defensores de la teoría heliocéntrica de Aristarco de Samos.
Puede haber nacido en Seleucia del Tigris (capital del Imperio seléucida) o en Seleucia sobre el Mar Rojo.

## Teoría heliocéntrica
Es conocido como seguidor de la teoría heliocéntrica de Aristarco de Samos, que proponía el giro de la Tierra alrededor de su propio eje, y a su vez, alrededor del Sol. Según Plutarco, Seleuco fue el primero en demostrar el sistema heliocéntrico a través del razonamiento, pero no se sabe qué argumento utilizó. Según Bartel Leendert van der Waerden, Seleuco pudo haber construido su teoría determinando las constantes de un modelo geométrico, y desarrollando métodos para calcular las posiciones planetarias, usando dicho modelo. Pudo haber empleado métodos trigonométricos, que ya estaban disponibles en su tiempo, ya que fue contemporáneo de Hiparco de Nicea.

## Mareas
De acuerdo con Lucio Russo, los argumentos de Seleuco para su teoría heliocéntrica estaban probablemente relacionados con los fenómenos de las mareas. El ciclo anual de las mareas, que fue estudiado por Seleuco, puede ser difícilmente explicado por la teoría geocéntrica. Seleuco teorizó correctamente que las mareas son causadas por la Luna, explicando que la interacción se hacía por medio del pneuma. Se dio cuenta de que las mareas variaban en tiempo, y fuerza, en distintas partes del mundo.
Estrabón afirma que Seleuco fue el primero en afirmar que las mareas son debidas a la atracción de la Luna y que su altura depende de la posición relativa de la Luna respecto al Sol.

## Eponimia
- El cráter lunar Seleucus lleva este nombre en su memoria.[12]